# جون روجرز (سياسي أمريكي، مواليد 1723)
جون روجرز (بالإنجليزية: John Rogers)‏ هو قاضي ومحامي وسياسي أمريكي، ولد في 1723 في أنابولس في الولايات المتحدة، وتوفي في 23 سبتمبر 1789.